# Fahrenheitova termometarska ljestvica
██ Države koje koriste °F
██ Države koje koriste °F i °C
██ Države koje koriste °C
Fahrenheitova termometarska ljestvica je ljestvica za mjerenje temperature, koju je 1724. osmislio njemački fizičar Gabriel Fahrenheit. Stupnjevi izmjereni na Fahrenheitovoj termometarskoj skali obilježeni su znakom °F.

Fahrenheitova ljestvica je bila prva standardizirana temperaturna skala (ljestvica) koja se široko koristila, iako je njena upotreba sada ograničena.

Upotrebljavali su je isključivo Englezi cijelog svijeta, sve do 70-ih godina 20. stoljeća, a sada su mnoge engleske zemlje prihvatile (osim SAD-a i Jamajke) korištenje Celzijeve termometarske ljestvice. Normalna temperatura čovjekova tijela je 98,6 °F, ali prije se smatrala normalna temperatura čovjeka 96 °F. Ovu termometarsku skalu usavršio je Gabriel Fahrenheit, napunivši je živom, koja je zamijenila alkohol. Led se topi na 32 °F, a voda vrije na 212 °F.

Iz Fahrenheitove termometarske ljestvice lako se stupnjevi Fahrenheita (°F) preračunavaju u Celzijeve stupnjeve (°C):

°{\displaystyle C={\frac {5(F-32)}{9}}}
Obratna formula je:

°{\displaystyle F={\frac {9C}{5}}+32}
gdje je:

°C... temperatura u stupnjevima Celzijusa

°F... temperatura u stupnjevima Fahrenheita

Primjer 1:
Pretvorite 98 °F stupnjeva Fahrenheita u stupnjeve Celzijusa (°C):
°{\displaystyle C={\frac {5(98-32)}{9}}=36,67} °C
Primjer 2:
Pretvorite 20 °C stupnjeva Celzijusa u stupnjeve Fahrenheita (°F):
°{\displaystyle F={\frac {9*20}{5}}+32=68} °F